# Magistrato di sorveglianza
Il magistrato di sorveglianza (fino al 1986 denominato giudice di sorveglianza) nell'ordinamento giudiziario italiano, è un organo monocratico con competenze relative all'esecuzione della pena.
Esplica attività di vigilanza sulle carceri italiane e controlla che l'attuazione del trattamento del condannato e dell'internato risulti conforme ai principi sanciti dalla costituzione e dall'ordinamento penitenziario, attraverso visite e l'audizione dei detenuti.

## Storia
Nacque con la legge di riforma dell'ordinamento penitenziario italiano di cui alla legge 26 luglio 1975 n. 354; il suo ruolo è esteso, oltre che alle questioni attinenti ai diritti dei detenuti durante l'esecuzione della pena, anche alla concessione ed alla gestione delle pene alternative alla detenzione, sia per la parte finale della pena che prima dell'inizio della sua esecuzione.
Mentre in altri sistemi si ritiene che l'esecuzione della pena, anche detentiva, abbia natura semplicemente amministrativa, in Italia si è ritenuta necessaria la sua piena giurisdizionalizzazione. Il suo ruolo si svolge pertanto nel settore penale e, temporalmente, dopo che la sentenza di condanna è stata pronunciata, cioè la sua attività è regolata dal diritto dell'esecuzione penale e dal diritto penitenziario.

## Funzioni
Il magistrato di sorveglianza è competente a conoscere le seguenti materie:
- liberazione anticipata;
- remissione del debito;
- rateizzazione e conversione delle pene pecuniarie;
- grazia;
- applicazione ed esecuzione delle sanzioni sostitutive, tra cui anche l'espulsione degli stranieri;
- sospensione e rinvio provvisorio della esecuzione della pena detentiva;
- misure di sicurezza;
- esecuzione domiciliare della pena detentiva (ex legge 199/2010);
- esecuzione delle misure alternative alla detenzione;
- ricoveri;
- concessione permessi premio e di necessità;
- autorizzazione telefonate e corrispondenza;
- approvazione dei programmi di trattamento rieducativo;
- reclami avverso provvedimenti disciplinari.

Al magistrato di sorveglianza sono conferiti ampi poteri di intervenire, su reclamo del detenuto, in materia di lavoro e di disciplina, con ordinanza (e non più con "ordine di servizio"). A questo scopo la legge pone al magistrato l'obbligo di recarsi di frequente in carcere e di sentire tutti i detenuti che chiedono di conferire.
Alcune delle decisioni del magistrato di sorveglianza sono impugnabili o reclamabili avanti il Tribunale di Sorveglianza; in altri casi può anticipare in via provvisoria decisioni di competenza del Tribunale di Sorveglianza (che spessissimo decide solo dopo molti mesi, anziché entro i 45 giorni previsti dalla legge).

## Organizzazione
I magistrati di sorveglianza sono organizzati in appositi uffici costituiti su base pluricircondariale. Ciascun ufficio di sorveglianza è composto da uno o più magistrati di sorveglianza.